# Toyota Premio
Toyota Premio – samochód osobowy klasy średniej produkowany od roku 2001 przez japońską firmę Toyota. Dostępny wyłącznie jako 4-drzwiowy sedan. Do napędu użyto benzynowych jednostek R4 o pojemności 1,5, 1,8 oraz dwóch litrów. Moc przenoszona jest na oś przednią (opcjonalnie AWD) poprzez 4-biegową automatyczną lub bezstopniową skrzynię biegów. Od 2007 produkowana jest druga generacja modelu.

## Dane techniczne ('06 R4 1.5)

### Silnik
- R4 1,5 l (1496 cm³), 4 zawory na cylinder, DOHC
- Układ zasilania: wtrysk bezpośredni
- Stopień sprężania: 10,5:1
- Średnica cylindra × skok tłoka: 75,00 mm × 84,70 mm
- Moc maksymalna: 109 KM (82 kW) przy 6000 obr./min
- Maksymalny moment obrotowy: 141 N•m przy 4200 obr./min

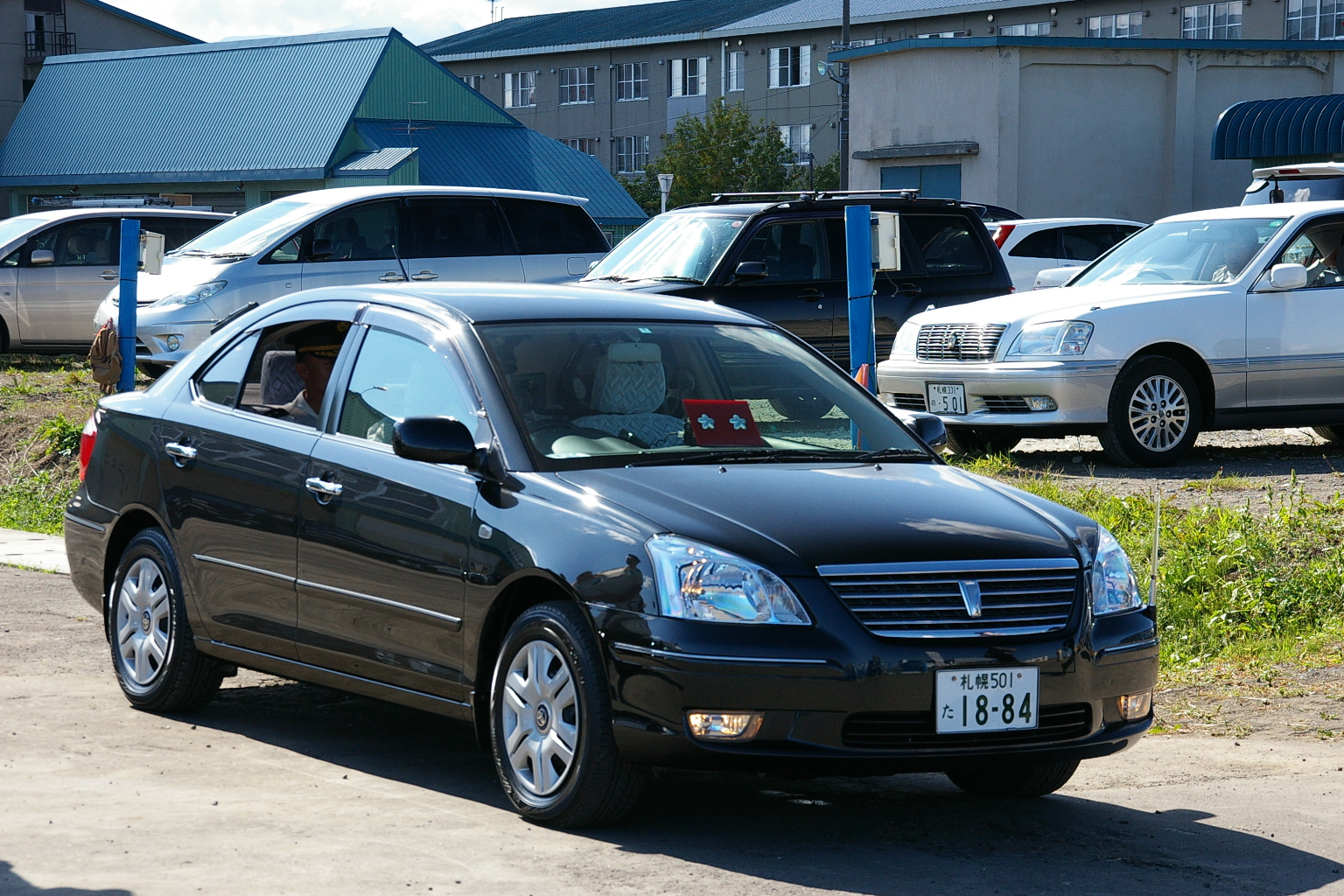
I generacja

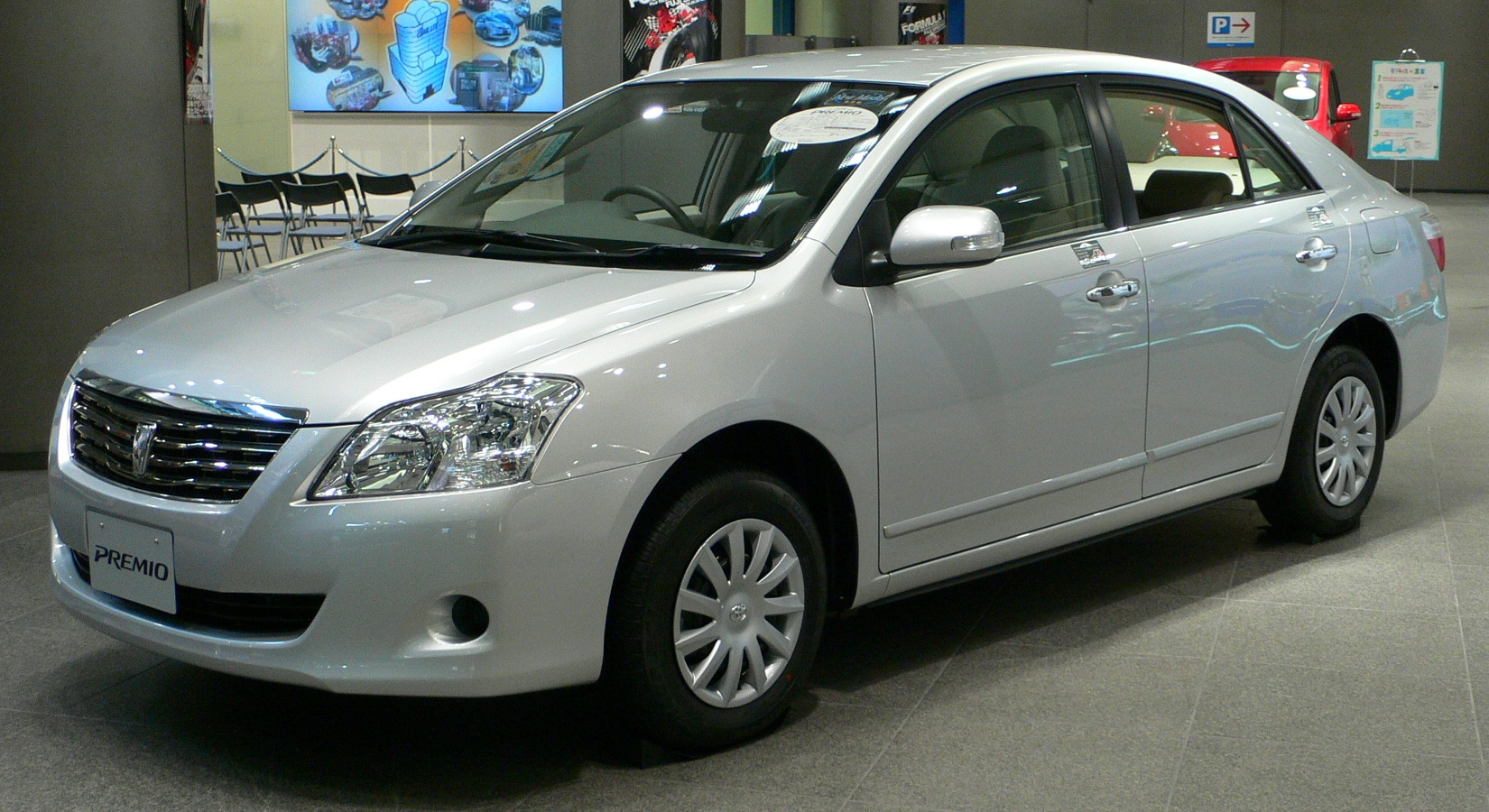
II generacja

## Dane techniczne ('06 R4 1.8)

### Silnik
- R4 1,8 l (1794 cm³), 4 zawory na cylinder, DOHC
- Układ zasilania: wtrysk bezpośredni
- Stopień sprężania: 10,0:1
- Średnica cylindra × skok tłoka: 79,00 mm × 91,50 mm
- Moc maksymalna: 132 KM (97 kW) przy 6000 obr./min
- Maksymalny moment obrotowy: 170 N•m przy 4200 obr./min

## Dane techniczne ('06 R4 2.0)

### Silnik
- R4 2,0 l (1998 cm³), 4 zawory na cylinder, DOHC
- Układ zasilania: wtrysk bezpośredni
- Stopień sprężania: 10,0:1
- Średnica cylindra × skok tłoka: 86,00 mm × 86,00 mm
- Moc maksymalna: 155 KM (114 kW) przy 6000 obr./min
- Maksymalny moment obrotowy: 192 N•m przy 4000 obr./min